# Équipe de Suisse des moins de 20 ans de football
Maillots
L'équipe de Suisse de football des moins de 20 ans est une sélection de joueurs de moins de 20 ans au début des deux années de compétition placée sous la responsabilité de l'Association suisse de football.

## Parcours en compétitions internationales
| Coupe du monde des moins de 20 ans | Coupe du monde des moins de 20 ans | Coupe du monde des moins de 20 ans | Coupe du monde des moins de 20 ans | Coupe du monde des moins de 20 ans | Coupe du monde des moins de 20 ans | Coupe du monde des moins de 20 ans | Coupe du monde des moins de 20 ans |
| Année                              | Tour                               | J                                  | G                                  | N                                  | P                                  | Bp                                 | Bc                                 |
| ---------------------------------- | ---------------------------------- | ---------------------------------- | ---------------------------------- | ---------------------------------- | ---------------------------------- | ---------------------------------- | ---------------------------------- |
| 1977                               | Non qualifiée                      | Non qualifiée                      | Non qualifiée                      | Non qualifiée                      | Non qualifiée                      | Non qualifiée                      | Non qualifiée                      |
| 1979                               | Non participante                   | Non participante                   | Non participante                   | Non participante                   | Non participante                   | Non participante                   | Non participante                   |
| 1981                               | Non qualifiée                      | Non qualifiée                      | Non qualifiée                      | Non qualifiée                      | Non qualifiée                      | Non qualifiée                      | Non qualifiée                      |
| 1983                               | Non qualifiée                      | Non qualifiée                      | Non qualifiée                      | Non qualifiée                      | Non qualifiée                      | Non qualifiée                      | Non qualifiée                      |
| 1985                               | Non qualifiée                      | Non qualifiée                      | Non qualifiée                      | Non qualifiée                      | Non qualifiée                      | Non qualifiée                      | Non qualifiée                      |
| 1987                               | Non participante                   | Non participante                   | Non participante                   | Non participante                   | Non participante                   | Non participante                   | Non participante                   |
| 1989                               | Non qualifiée                      | Non qualifiée                      | Non qualifiée                      | Non qualifiée                      | Non qualifiée                      | Non qualifiée                      | Non qualifiée                      |
| 1991                               | Non qualifiée                      | Non qualifiée                      | Non qualifiée                      | Non qualifiée                      | Non qualifiée                      | Non qualifiée                      | Non qualifiée                      |
| 1993                               | Non participante                   | Non participante                   | Non participante                   | Non participante                   | Non participante                   | Non participante                   | Non participante                   |
| 1995                               | Non qualifiée                      | Non qualifiée                      | Non qualifiée                      | Non qualifiée                      | Non qualifiée                      | Non qualifiée                      | Non qualifiée                      |
| 1997                               | Non qualifiée                      | Non qualifiée                      | Non qualifiée                      | Non qualifiée                      | Non qualifiée                      | Non qualifiée                      | Non qualifiée                      |
| 1999                               | Non qualifiée                      | Non qualifiée                      | Non qualifiée                      | Non qualifiée                      | Non qualifiée                      | Non qualifiée                      | Non qualifiée                      |
| 2001                               | Non qualifiée                      | Non qualifiée                      | Non qualifiée                      | Non qualifiée                      | Non qualifiée                      | Non qualifiée                      | Non qualifiée                      |
| 2003                               | Non qualifiée                      | Non qualifiée                      | Non qualifiée                      | Non qualifiée                      | Non qualifiée                      | Non qualifiée                      | Non qualifiée                      |
| 2005                               | 1er tour                           | 3                                  | 1                                  | 0                                  | 2                                  | 2                                  | 5                                  |
| 2007                               | Non qualifiée                      | Non qualifiée                      | Non qualifiée                      | Non qualifiée                      | Non qualifiée                      | Non qualifiée                      | Non qualifiée                      |
| 2009                               | Non qualifiée                      | Non qualifiée                      | Non qualifiée                      | Non qualifiée                      | Non qualifiée                      | Non qualifiée                      | Non qualifiée                      |
| 2011                               | Non qualifiée                      | Non qualifiée                      | Non qualifiée                      | Non qualifiée                      | Non qualifiée                      | Non qualifiée                      | Non qualifiée                      |
| 2013                               | Non qualifiée                      | Non qualifiée                      | Non qualifiée                      | Non qualifiée                      | Non qualifiée                      | Non qualifiée                      | Non qualifiée                      |
| 2015                               | Non qualifiée                      | Non qualifiée                      | Non qualifiée                      | Non qualifiée                      | Non qualifiée                      | Non qualifiée                      | Non qualifiée                      |
| 2017                               | Non qualifiée                      | Non qualifiée                      | Non qualifiée                      | Non qualifiée                      | Non qualifiée                      | Non qualifiée                      | Non qualifiée                      |
| 2019                               | Non qualifiée                      | Non qualifiée                      | Non qualifiée                      | Non qualifiée                      | Non qualifiée                      | Non qualifiée                      | Non qualifiée                      |
| Total                              | 1/22                               | 3                                  | 1                                  | 0                                  | 2                                  | 2                                  | 5                                  |